# Steinfeld (Niederösterreich)
Das Steinfeld, auch Trockene Ebene genannt, ist die südliche Region des Wiener Beckens in Niederösterreich. Der Name rührt von zwei flach geneigten Schotterfächern aus der Riß-Kaltzeit her, die auf einer Seehöhe von 210 bis 370 m ü. A. liegen.
Die wichtigsten Städte sind Wiener Neustadt und Neunkirchen. Entwässert wird das Gebiet oberirdisch von Schwarza und Piesting sowie unterirdisch durch den Grundwasserkörper der Mitterndorfer Senke.
Begrenzt wird die Landschaft im Süden von der Buckligen Welt, im Westen von den sogenannten Wiener Alpen mit den Bergen Rax, Schneeberg und Hohe Wand und im Norden und Osten von der Triesting und der Feuchten Ebene (etwa Oberwaltersdorf, Ebreichsdorf, Fischa, Leitha), in die das Steinfeld fließend und verzahnt übergeht.

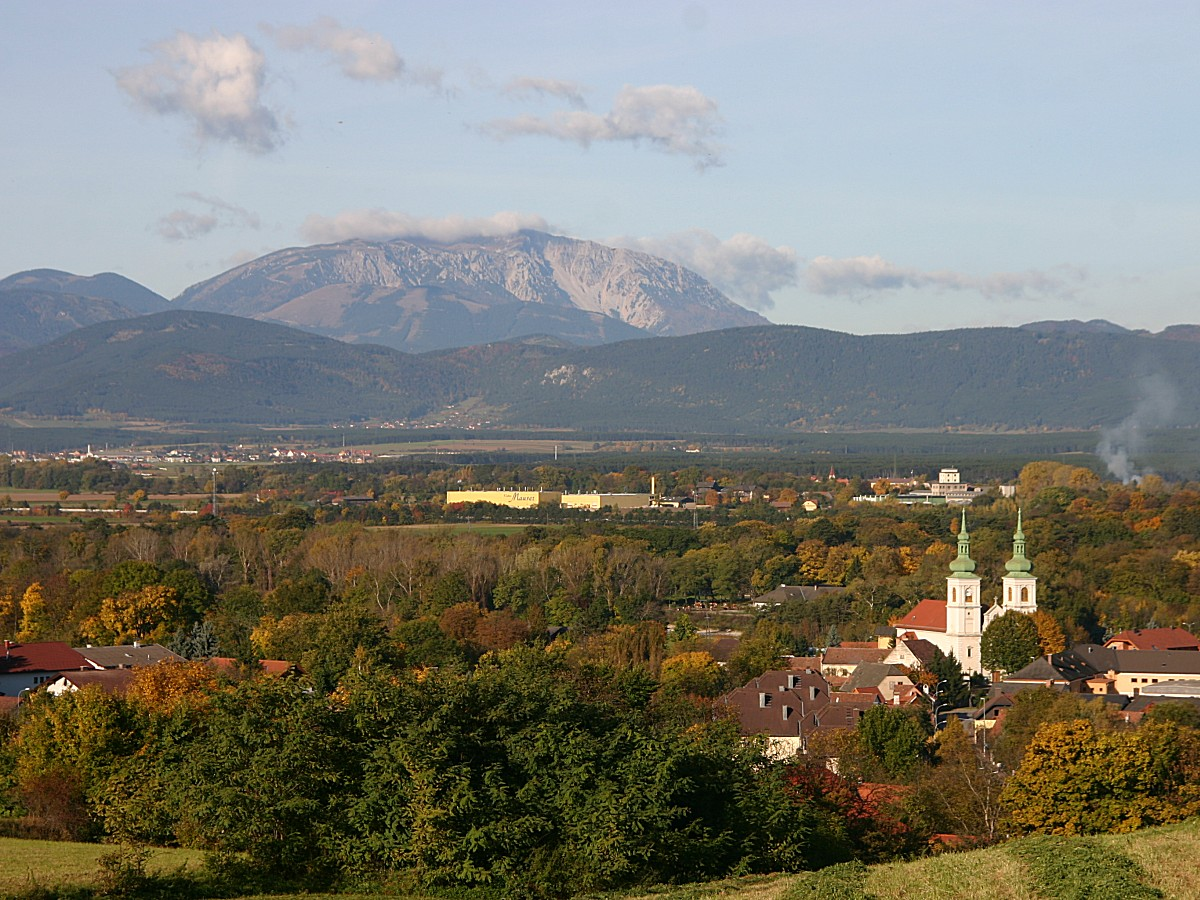
Das südliche Steinfeld von Schwarzau, mit Gösing–Hochberg-Zug und Schneeberg-Massiv

## Gliederung
Der im Süden liegende Neunkirchner Schotterfächer wurde von der eiszeitlichen Schwarza von Neunkirchen in vorwiegend nordöstlicher Richtung nach Wiener Neustadt geschüttet und weist ein Gefälle von ca. 0,75 % auf. Hier liegt genau in der Falllinie die Wiener Neustädter Grundlinie.
Der im Norden liegende Wöllersdorfer Schotterfächer wurde von der eiszeitlichen Piesting von Wöllersdorf kegelförmig nach Südosten (Wiener Neustadt), Osten (Eggendorf) und Nordosten (Sollenau, Teesdorf) geschüttet. Die flache Kegelform (ebenso ca. 0,75 %) ist am nahezu perfekt kreisbogenartig verlaufenden Abschnitt des Wiener Neustädter Kanals von Wiener Neustadt über Theresienfeld nach Leobersdorf ablesbar.

## Geschichte
Das südliche Heidegebiet am Neunkirchner Schotterfächer wurde im 18. Jahrhundert unter Kaiserin Maria Theresia zum Teil mit Schwarzföhren aufgeforstet, die vor allem die Versteppung der Landschaft verhindern sollten und durch die Pecherei eine Erwerbsmöglichkeit für die Bevölkerung boten. Vom ursprünglichen großflächigen Heidegebiet blieben nur Reste am Wöllersdorfer Schotterfächer, wie im Bereich des Garnisonsübungsplatzes Blumau – Großmittel und im Naturschutzgebiet Kalkschottersteppe Obereggendorf.

## Klima
Das Steinfeld ist vom pannonischen Klima beeinflusst, bei dem der kontinentale Einfluss im Vergleich zu anderen Gebieten Österreichs ziemlich hoch ist. Die Sommer sind sehr warm, die Winter sind kalt und beide eher trocken. Niederschläge aus West- und Nordwestwetterlagen fallen im Steinfeld ziemlich gering aus, diese werden von den Gebirgen westlich des Steinfeldes (Schneeberg, Hohe Wand, Voralpen) abgehalten. Bei solchen Wetterlagen fallen auch die Schneemengen im Winter äußerst gering aus.
Den meisten Niederschlag bekommt das Steinfeld bei Ausbildung eines Oberitalientiefs und damit verbundenen Niederschlägen von Südosten her, wo innerhalb kurzer Zeit durchaus beachtliche Regenmengen fallen können bzw. sich im Winter eine stattliche Schneedecke bilden kann. Wenn entsprechend Feuchtigkeit vorhanden ist, bilden sich über dem Steinfeld oft heftige Gewitterzellen aus (auch Tornados wurden schon beobachtet). Bei längeren, sehr heißen Perioden allerdings verhindert die vom Steinfeld ausgestrahlte Thermik jegliche Gewitterbildung.

## Wirtschaft

### Landwirtschaft
Durch den sehr kargen und wasserdurchlässigen Boden, in dem Niederschlagswasser nur schlecht gespeichert werden kann, ist das Steinfeld schon immer für die Landwirtschaft nur bedingt nutzbar gewesen. Vor allem wenn im Sommer längere Hitzeperioden mit entsprechender Dürre auftreten, wird der Ackerbau sehr erschwert. Es wird u. a. Getreide (hier v. a. Roggen), Mais, Raps sowie Grünfutter für die Tierhaltung angebaut.

### Industrie
Es siedelten sich schon sehr früh viele Industriebetriebe im Steinfeld an, da hier die Grundstückspreise sehr günstig waren. Vor allem die Betriebe der Eisen- und Stahlindustrie nutzten das nahe steirische Eisen, um hier zu produzieren. Auch viele Papierfabriken und Spinnereien siedelten sich v. a. wegen der günstigen Wasserkraft an der Schwarza an. Diese alten Industrien kamen in den letzten Jahrzehnten des 20. Jahrhunderts in große wirtschaftliche Schwierigkeiten; viele Fabriken mussten geschlossen werden. Im Steinfeld wird auch großflächiger Kiesabbau für die Bauwirtschaft betrieben.

## Kleinregion
Kleinregionen sind Zusammenschlüsse von niederösterreichischen Gemeinden auf freiwilliger Basis, die die regionale Zusammenarbeit verbessern sollen. Zur Kleinregion Steinfeld haben sich die Gemeinden Eggendorf, Felixdorf, Sollenau und Theresienfeld zusammengeschlossen.